# Degré de comparaison
En grammaire, les degrés de comparaison ou degrés de signification sont une propriété des adjectifs et des adverbes, décrivant l'intensité de la notion exprimée. On parle aussi de gradation des adjectifs et des adverbes. L'expression des degrés de comparaison peut être synthétique et se faire alors par la flexion, ou analytique et se faire uniquement par la syntaxe. De nombreuses langues emploient un système mixte, dans lequel certains degrés sont exprimés de façon synthétique et d'autres de façon analytique, ou dans lequel plusieurs moyens d'expressions d'un même degré cohabitent au choix du locuteur ou selon le type d'adjectif ou d'adverbe.

## La comparaison simple
D'un point de vue grammatical, la comparaison peut s'exprimer selon des moyens divers comme : la subordination : la proposition subordonnée de comparaison appelée aussi comparative joue alors un rôle identique à celui du complément de comparaison qui peut être un substantif ou un équivalent du nom. Néanmoins la nature de la relation (relation de ressemblance) ne permet pas de la considérer à proprement parler comme une subordonnée circonstancielle. La relation peut donc être la ressemblance : « Tu moissonneras comme tu as semé », d'égalité : « Leur bonheur fut bref autant qu'il était rare », ou au contraire de différence « Il est moins riche que je ne le croyais », de proportion enfin : « Il est plus intéressé qu'on ne le pense ».
Certaines comparaisons simples reposent sur une ellipse verbale comme dans « Tel père, tel fils »
L'éventail de moyens grammaticaux est grand, la comparaison simple peut aussi être marquée par :
- des mots corrélatifs comme : autant...autant, plus...plus, tel...tel, etc.
- des locutions prépositives comme : à l'exemple de..., à l'instar de..., comparativement à, etc.
- des adjectifs comme : semblable, analogue, différent, égal, etc.
- des verbes comme : avoir l'air de, ressembler à, imiter, paraître, etc.

## Les différents degrés

### Distinctions usuelles
On distingue classiquement :
- le positif, forme de base non marquée : fort
- le comparatif qui établit une hiérarchie entre deux éléments. Il en existe trois variétés :
  - le comparatif de supériorité : plus fort
  - le comparatif d'égalité : aussi fort
  - le comparatif d'infériorité : moins fort
- le superlatif qui exprime le plus haut degré d'une qualité, en supériorité ou en infériorité. Selon qu'il fait ou non référence à une classe d'éléments, on distingue :
  - le superlatif relatif : le plus fort (supériorité), le moins fort (infériorité)
  - le superlatif absolu : très fort (supériorité), très peu fort (infériorité).

Un système de gradation peut comporter des syncrétismes, c'est-à-dire que certaines de ses formes couvrent plusieurs degrés, selon le contexte. Par exemple :
- le latin possède des formes synthétiques de comparatif de supériorité qui peuvent aussi avoir valeur d'intensif ou d'excessif (doctior « plus savant, assez savant, trop savant ») et un superlatif de supériorité qui peut être relatif ou absolu (doctissimus « le plus savant, très savant »)
- en arabe, les adjectifs possèdent une forme spéciale appelée élatif qui couvre les diverses valeurs de comparatif et de superlatif de supériorité. Par exemple kabīr كبير « grand » a pour élatif akbar أكبر qui peut être traduit « plus grand » (comparatif) ou « le plus grand » (superlatif) selon le contexte.

Dans de nombreuses langues indo-européennes, il existe des formes synthétiques de comparatif et de superlatif de supériorité, mais pas de formes correspondantes pour l'infériorité, qui s'expriment seulement par la syntaxe. Les termes non spécifiés de « comparatif » et de « superlatif » sont alors employés par synecdoque pour désigner les formes synthétiques exprimant la supériorité.
Dans le domaine des langues celtiques, le terme d'équatif remplace souvent celui de « comparatif d'égalité ».

### Autres nuances
L'expression d'autres nuances dans le degré d'une qualité est courante, mais n'est souvent pas reconnue comme faisant partie du système de gradation proprement dit. Par exemple :
- l'intensif : assez fort
- le diminutif : un peu fort
- l'excessif : trop fort
- le progressif : encore plus fort
- le régressif : encore moins fort
- le progressif locatif-temporel : encore ailleurs, encore autrepart, encore raté, encore bon, encore demain (on compare vers le passé)

Certaines formations ne sont pas systématisables et ressortent plutôt à la dérivation lexicale : par exemple en français, des diminutifs comme blondin, grandet, vieillot.

## Particularités de la gradation

### Adjectifs sans degré
De par leur sens, certains adjectifs admettent assez rarement la gradation. Cela concerne notamment :
- les adjectifs de relation, qui équivalent à un complément du nom : français, médiéval, solaire, présidentiel, fiscal etc.
- les adjectifs à sens absolu, non susceptible d'être quantifié : double, carré, impossible, absent, égal, total etc.
- les adjectifs qui en eux-mêmes expriment déjà un degré : aîné, majeur, premier, prochain, final etc.

Il s'agit cependant d'une restriction sémantique et non morphosyntaxique, car la gradation reste formellement possible et peut être effectivement employée :
- lorsque ces adjectifs sont pris avec un sens figuré : Thierry est plus carré que Marcel
- comme intensif, par emploi du superlatif : il est de la mauvaise foi la plus totale, rien n'est moins impossible, un style très français
- dans une comparaison de qualités: un apparat moins présidentiel que royal, un éclat plus lunaire que solaire, plus morte que vive
- comme effet de style, du fait justement du caractère inhabituel d'un tel usage : Tous les animaux sont égaux, mais certains sont plus égaux que d'autres. (George Orwell, La Ferme des animaux).

### Interactions avec la négation
La négation des comparatifs peut aboutir à des effets de sens qui ne sont pas ceux que laisserait prévoir la négation logique. Ainsi par exemple en français :
- nier le comparatif d'égalité aboutit à un sens d'infériorité : Pierre n'est pas aussi fort que Paul signifie Pierre est moins fort que Paul
- nier le comparatif de supériorité ou d'infériorité aboutit à un sens d'égalité : Pierre n'est pas plus fort que Paul et Pierre n'est pas moins fort que Paul signifient que Pierre est aussi fort que Paul.

### Comparaison entre deux éléments
Lorsqu'il s'agit de comparer deux éléments formant ensemble, l'emploi du comparatif ou du superlatif est sémantiquement équivalent. La solution adoptée en pratique dépend de la langue considérée :
- en latin, la construction retenue est celle du comparatif : validior manus est dextra[1].
- en français, c'est le superlatif qui s'emploie : la main la plus forte est la droite
- en anglais, c'est le comparatif qui s'emploie : the right hand is the stronger

## Exemples dans diverses langues

### En français
Le français possède un système de gradation essentiellement analytique fondé sur l'emploi d'adverbes de degré. Les comparatifs et superlatifs relatifs emploient les mêmes adverbes, le second usage étant distingué par l'emploi en sus de l'article défini :
- pour exprimer la supériorité : plus. Plus rarement, davantage (davantage fort) et autrement (autrement fort) peuvent signaler le comparatif de supériorité, ce dernier dans un registre affectif.
- pour exprimer l'infériorité : moins
- pour exprimer l'égalité : aussi, plus rarement autant (autant fort), également si et tant dans un contexte négatif (pas si fort, pas tant fort), également à l'affirmatif dans certains usages régionaux ou par archaïsme (si fort, tant fort)[2].

Le superlatif absolu s'exprime par une assez grande variété d'adverbes et de locutions rattachés à l'expression de la quantité :
- pour la supériorité, très est le plus courant, mais l'on emploie aussi fort, bien, tout à fait, et de nombreux adverbes intensifs en -ment comme grandement, extrêmement, rudement, vachement etc. Trop et excessivement marquent ordinairement l'excès mais s'emploient dans certains registres comme simples intensifs, emploi souvent ressenti comme impropre (trop fort, excessivement fort).
- pour l'infériorité s'emploient notamment peu, très peu, guère, à peine[3].

Le français a conservé du latin quelques formes synthétiques de comparatif et de superlatif de supériorité :
- meilleur pour l'adjectif bon ; son emploi est le plus souvent obligatoire, plus bon n'étant admis que dans quelques rares constructions comme la comparaison de qualités (plus bon que mauvais)
- mieux pour l'adverbe bien ; son emploi est également constant
- pire pour l'adjectif mauvais, en concurrence cette fois avec le tour analytique (le) plus mauvais
- pire et pis pour l'adverbe mal, en concurrence avec plus mal
- moindre pour l'adjectif petit, essentiellement dans le registre soutenu ; le registre courant emploie généralement plus petit
- plus et moins servent également par eux-mêmes de comparatifs (et de superlatifs avec l'article) des adverbes quantificateurs beaucoup et peu[4].

À l'imitation du latin et de l'italien, le français utilise parfois le suffixe -issime pour former des intensifs : riche → richissime. L'emploi en est cependant rare et souvent ironique : voir par exemple importantissime.

### En latin
Le latin comporte une flexion spécifique des adjectifs en degré avec deux formes :
- un comparatif en -ior (masculin-féminin) / -ius (neutre), marquant la supériorité, le degré moyen et l'excès : doctus « savant » → doctior « plus savant, assez savant, trop savant » ;
- un superlatif en -issimus (masculin), -issima (féminin), -issimum (neutre), à valeur de superlatif relatif ou absolu de supériorité : doctus « savant » → doctissimus « le plus savant, très savant ». La terminaison -issimus peut s'assimiler dans certains adjectifs en -lis et -er : facilis « facile » → facillimus, acer « aigu » → acerrimus.

L'expression du terme de comparaison se fait :
- au comparatif, par le cas ablatif (doctior Petro « plus savant que Pierre ») ou une proposition subordonnée introduite par quam (doctior quam Petrus « plus savant que Pierre ») ;
- au superlatif, par le cas génitif (altissima arborum « le plus haut des arbres ») ou la préposition e, ex suivie de l'ablatif (altissima ex arboribus « le plus haut des arbres »).

Il existe un petit nombre de formes irrégulières parmi les adjectifs courants, notamment :
| Sens du positif | bon     | mauvais  | grand   | petit   | nombreux | proche     |
| Positif         | bonus   | malus    | magnus  | parvus  | multus   | propinquus |
| Comparatif      | melior  | pejor    | major   | minor   | plus     | propior    |
| Superlatif      | optimus | pessimus | maximus | minimus | plurimus | proximus   |

Un système parallèle de type analytique est employé pour certains adjectifs, notamment ceux en -ius ou -eus. Il consiste en l'emploi des adverbes magis pour le comparatif, maxime pour le superlatif : ex. idoneus « convenable » → magis idoneus « plus convenable » → maxime idoneus « le plus convenable ». La périphrase de comparatif s'est généralisée dans l'évolution du latin vers les langues romanes, certaines conservant un dérivé de l'adverbe magis dans la construction (portugais mais, espagnol más, occitan mai, roumain mai), d'autres y substituant un dérivé de plus (français plus, italien più, occitan pus,).
Pour le comparatif et le superlatif (relatif ou absolu) d'infériorité, seule la périphrase est possible, avec les adverbes minus et mimime, respectivement : minus doctus « moins savant », minime doctus « le moins savant ». L'égalité s'exprime par le couple de corrélatifs tam... quam... : tam doctus quam Petrus « aussi savant que Pierre ».

### En allemand
L'allemand possède un système comparable à celui du latin, avec des formes synthétiques pour exprimer la supériorité : le comparatif est marqué par le suffixe -er, le superlatif par le suffixe -(e)st, tous deux prenant ensuite régulièrement les marques de la déclinaison de l'adjectif. Le superlatif est employé accompagné de l'article défini ; comme adverbe, il est de plus introduit par la préposition an (qui se contracte avec l'article défini neutre au datif sous la forme am). ex. :. : stolz « fier » ~ stolzer « plus fier » ~ der stolzeste « le plus fier » / am stolzesten « le plus fièrement » ;
Comme en latin (règle senior erat et loquacior : il était assez âgé et passablement bavard), il existe en allemand un comparatif relatif traduisant un degré moyen de la qualité : eine längere Zeit, un temps assez long ; ein älterer Herr, un homme d’un certain âge.
Pour un certain nombre d'adjectifs monosyllabiques, l'ajout des suffixes s'accompagne de l'umlaut de la voyelle du radical. ex. :. : lang « long » ~ länger « plus long » ~ der längste « le plus long » ; groß « grand » ~ größer « plus grand » ~ der größte « le plus grand ».
Il existe également quelques adjectifs ou adverbes à gradation irrégulière.
| Sens du positif | bon, bien | beaucoup | peu                | haut    | volontiers |
| Positif         | gut       | viel     | wenig              | hoch    | gern       |
| Comparatif      | besser    | mehr     | minder, weniger    | höher   | lieber     |
| Superlatif      | beste     | meiste   | mindeste, wenigste | höchste | liebste    |

Le complément du comparatif est introduit par als : stolzer als dieser Junge « plus fier que ce garçon ». Celui du superlatif se construit comme un complément du nom : der stolzeste dieser Jungen / der stolzeste von diesen Jungen « le plus fier de ces garçons ».
Le superlatif peut être employé dans un sens relatif mais aussi absolu : bester Freund!  « excellent ami ! ». Le comparatif prend parfois aussi des valeurs absolues, indiquant un degré moyen de la qualité exprimée : eine ältere Dame « une dame d'un certain âge » (à comparer avec eine alte Dame « une vieille dame »).
Il n'existe pas en revanche de formes synthétiques pour l'égalité ou l'infériorité, qui sont exprimées par des périphrases. Le comparatif d'égalité recourt à la corrélation so... wie... : so stolz wie dieser Junge « aussi fier que ce garçon ». L'infériorité s'exprime par weniger... als... : weniger stolz als dieser Junge « moins fier que ce garçon » ou comme en français par la négation du comparatif d'égalité : nicht so stolz wie dieser Junge « pas aussi fier que ce garçon ».

### En néerlandais
Le néerlandais possède un double système de gradation pour la supériorité :
On utilise les suffixes -er pour le comparatif et -st pour le superlatif : jong « jeune » ~ jonger « plus jeune » ~ jongst « le plus jeune », mooi « joli » ~ mooier « plus joli » ~ mooist « le plus joli ». Le terme de comparaison est introduit par dan (than en anglais) : ouder dan haar leraar « plus vieille que sa professeur ».
Dans d'autres cas, on peut également utiliser meer "plus" (more en anglais, mehr en allemand), mais c'est beaucoup plus rare.
Il existe là aussi un certain nombre de formes irrégulières :
| Sens du positif | bon      | peu       | beaucoup  | nombreux  | volontiers |
| Positif         | goed     | weinig    | veel      | menige    | graag      |
| Comparatif      | beter    | minder    | meer      | meer      | liever     |
| Superlatif      | de beste | de minste | de meeste | de meeste | de liefste |

Le superlatif est souvent employé dans un sens absolu : Mijn beste vriend !  « Mon meilleur ami! ». Le comparatif prend parfois aussi des valeurs absolues, indiquant un degré moyen de la qualité exprimée : een oudere man « un homme âgé » (à comparer avec een oude man « une vieil homme »).
Le comparatif et le superlatif d'infériorité n'emploient que la périphrase, construite de la même manière que pour la supériorité mais avec les adverbes minder « moins» pour le comparatif (minder hoog dan... « moins haut que... », minder schoon dan... « moins beau que... ») et minst « le moins » pour le superlatif (de minst hoge « le moins haut », de minst schone « le moins beau »). L'égalité s'exprime par la corrélation zo... als... (zo hoog als de ander « aussi grand que l'autre »).
Dans quelques rares cas, enfin, on peut remplacer dan par als, comme en allemand, surtout dans la langue parlée.

### En anglais
L'anglais possède un double système de gradation pour la supériorité :
- l'un, très comparable à celui du néerlandais, utilise les suffixes -er pour le comparatif et -(e)st pour le superlatif : tall « grand (en taille) » ~ taller « plus grand » ~ tallest « le plus grand », pretty « joli » ~ prettier « plus joli » ~ prettiest « le plus joli ». Le terme de comparaison est introduit par than : taller than his brother « plus grand que son frère ».
- l'autre est périphrastique et emploie les quantificateurs more « plus » pour le comparatif et most « le plus » pour le superlatif : expensive « cher » ~ more expensive « plus cher » ~ most expensive « le plus cher », correct « correct, exact » ~ more correct « plus correct » ~ most correct « le plus correct ». Le terme de comparaison est introduit par of : the tallest of three brothers « le plus grand de trois frères ».

Le système employé est lié à la longueur de l'adjectif au positif : les monosyllabes et les dissyllabes se terminant par "-y" emploient les suffixes, les autres adjectifs la périphrase. En bref, le suffixe n'est utilisé que quand l'adjectif résultant possède (au plus) deux syllabes.
Il existe là aussi un certain nombre de formes irrégulières :
| Sens du positif | bon    | mal   | beaucoup | nombreux | petit, peu            | peu nombreux | loin               |
| Positif         | good   | bad   | much     | many     | little                | few          | far                |
| Comparatif      | better | worse | more     | more     | less, lesser, littler | less, fewer  | farther, further   |
| Superlatif      | best   | worst | most     | most     | least, littlest       | least        | farthest, furthest |

L'adjectif old vieux possède à côté de formes régulières older et oldest, usuelles pour la comparaison, des formes reliques qui préservent un umlaut : elder et eldest, aujourd'hui employées sans terme de comparaison au sens d' « aîné ».
Le superlatif peut être employé dans un sens relatif mais aussi absolu, ceci surtout dans un registre soutenu : a most beautiful woman « une femme d'une très grande beauté ». Le comparatif s'emploie volontiers sans complément lorsqu'il s'agit d'indiquer un des termes complémentaires d'un couple en opposition : ex. Greater Antilles « Grandes Antilles » ~ Lesser Antilles « Petites Antilles », Elder Edda « Edda poétique (littéralement Edda ancienne) » ~ Younger Edda « Edda de Snorri (littéralement Edda récente) ».
Le comparatif et le superlatif d'infériorité n'emploient que la périphrase, construite de la même manière que pour la supériorité mais avec les adverbes less « moins» pour le comparatif (less tall « moins grand », less expensive « moins cher ») et least « le moins » pour le superlatif (least tall « le moins grand », least expensive « le moins cher »). L'égalité s'exprime par la corrélation as... as... (as tall as his brother « aussi grand que son frère »).

### En grec moderne
Le grec moderne distingue par la forme trois degrés dans la supériorité : comparatif, superlatif relatif et superlatif absolu. Ils peuvent se former de façon périphrastique ou synthétique, les deux méthodes existant en parallèle.
| Positif                | Comparatif plus... | Comparatif plus... | Superlatif relatif le plus... | Superlatif relatif le plus... | Superlatif absolu très... | Superlatif absolu très... |
| Positif                | Périphrastique     | Synthétique        | Periphrastique                | Synthétique                   | Periphrastique            | Synthétique               |
| ---------------------- | ------------------ | ------------------ | ----------------------------- | ----------------------------- | ------------------------- | ------------------------- |
| ψηλός « haut »         | πιο ψηλός          | ψηλότερος          | ο πιο ψηλός                   | ο ψηλότερος                   | πολύ ψηλός                | ψηλότατος                 |
| βαθύς « profond »      | πιο βαθύς          | βαθύτερος          | ο πιο βαθύς                   | ο βαθύτερος                   | πολύ βαθύς                | βαθύτατος                 |
| επιεικής « indulgent » | πιο επιεικής       | επιεικέστερος      | ο πιο επιεικής                | ο επιεικέστερος               | πολύ επιεικής             | επιεικέστατος             |

### En basque
Le basque possède une flexion des adjectifs selon le degré qui comprend à côté d'un comparatif et d'un superlatif (de supériorité) une forme spéciale d'excessif.
| Degré      | Basque   | Français          |
| ---------- | -------- | ----------------- |
| Positif    | handi    | « grand »         |
| Comparatif | handiago | « plus grand »    |
| Superlatif | handien  | « le plus grand » |
| Excessif   | handiegi | « trop grand »    |